# Roestrugmiersluiper
De roestrugmiersluiper (Formicivora rufa) is een zangvogel uit de familie Thamnophilidae (miervogels).

## Verspreiding en leefgebied
Deze soort komt voor in centraal Zuid-Amerika en het oosten van Brazilië. Er zijn twee ondersoorten:
- F. r. urubambae: oostelijk Peru.
- F. r. chapmani: Suriname en noordoostelijk Brazilië.
- F. r. rufa: zuidoostelijk Peru, Bolivia, Paraguay en centraal en zuidelijk Brazilië.

## Status
De grootte van de populatie is niet gekwantificeerd maar de soort wordt omschreven als vrij algemeen maar met een versnipperde verspreiding. Op de Rode lijst van de IUCN heeft deze soort de status niet bedreigd.